# جيمس ميرفي (سياسي)
جيمس ميرفي هو سياسي كندي، ولد في 1872.